# Солт-Лейк-Сіті
Солт-Лейк-Сіті (англ. Salt Lake City, дез. 𐐝𐐬𐑊𐐻 𐐢𐐩𐐿 𐐝𐐮𐐻𐐨) — місто в США, в окрузі Солт-Лейк столиця та найнаселеніше місто штату Юта. Населення — 186 440 осіб (2010). 2014 року у Солт-Лейк-Сіті мешкало 190 тисяч осіб, а з агломерацією — 1 млн. У районі живе понад 60 % населення Юти.
Солт-Лейк-Сіті лежить на висоті близько 1300 м в улоговині, оточеній горами Восатч і Окуїр біля Великого Солоного озера; розміщене на висоті близько 1300 м. Найбільше місто штату; промисловий, торговий і фінансовий центр району Великого Басейну. Має міжнародний аеропорт. У Солт-Лейк-Сіті є міжнародна штаб-квартира Церкви Ісуса Христа Святих останніх днів, близько 75 % жителів — мормони; місто часом називають — Священне місто святих.

## Географія
Солт-Лейк-Сіті розташований за координатами 40°46′43″ пн. ш. 111°55′53″ зх. д. / 40.77861° пн. ш. 111.93139° зх. д. (40.778520, -111.931414). За даними Бюро перепису населення США в 2010 році місто мало площу 289,38 км², з яких 287,77 км² — суходіл та 1,60 км² — водойми.

### Клімат
| Клімат Солт-Лейк-Сіті    | Клімат Солт-Лейк-Сіті | Клімат Солт-Лейк-Сіті | Клімат Солт-Лейк-Сіті | Клімат Солт-Лейк-Сіті | Клімат Солт-Лейк-Сіті | Клімат Солт-Лейк-Сіті | Клімат Солт-Лейк-Сіті | Клімат Солт-Лейк-Сіті | Клімат Солт-Лейк-Сіті | Клімат Солт-Лейк-Сіті | Клімат Солт-Лейк-Сіті | Клімат Солт-Лейк-Сіті | Клімат Солт-Лейк-Сіті |
| Показник                 | Січ.                  | Лют.                  | Бер.                  | Квіт.                 | Трав.                 | Черв.                 | Лип.                  | Серп.                 | Вер.                  | Жовт.                 | Лист.                 | Груд.                 | Рік                   |
| Абсолютний максимум, °C  | 17,2                  | 20,6                  | 25,6                  | 31,7                  | 37,2                  | 40,0                  | 41,7                  | 41,7                  | 37,8                  | 31,7                  | 23,9                  | 23,3                  | 41,7                  |
| Середній максимум, °C    | 3,0                   | 6,2                   | 12,1                  | 16,4                  | 22,2                  | 28,3                  | 33,7                  | 32,5                  | 26,2                  | 18,2                  | 9,7                   | 3,3                   | 17,7                  |
| Середня температура, °C  | −1,4                  | 1,2                   | 6,4                   | 10,3                  | 15,4                  | 20,9                  | 25,9                  | 25,0                  | 18,9                  | 11,7                  | 4,4                   | −0,9                  | 11,5                  |
| Середній мінімум, °C     | −5,8                  | −3,8                  | 0,9                   | 4,2                   | 8,8                   | 13,6                  | 18,2                  | 17,4                  | 11,7                  | 5,2                   | −0,8                  | −5,2                  | 5,4                   |
| Абсолютний мінімум, °C   | −30                   | −34,4                 | −17,8                 | −9,4                  | −3,9                  | 0,0                   | 4,4                   | 2,8                   | −2,8                  | −8,9                  | −25,6                 | −26,1                 | −34,4                 |
| Норма опадів, мм         | 32                    | 32                    | 46                    | 51                    | 50                    | 25                    | 16                    | 18                    | 31                    | 39                    | 37                    | 36                    | 413                   |
| ------------------------ | --------------------- | --------------------- | --------------------- | --------------------- | --------------------- | --------------------- | --------------------- | --------------------- | --------------------- | --------------------- | --------------------- | --------------------- | --------------------- |
| Джерело: Погода й клімат |                       |                       |                       |                       |                       |                       |                       |                       |                       |                       |                       |                       |                       |

## Демографія
Згідно з переписом 2010 року, у місті мешкало 186 440 осіб у 74 513 домогосподарствах у складі 39 093 родин. Густота населення становила 644 особи/км². Було 80724 помешкання (279/км²).
Расовий склад населення:
| - 75,1 % — білих - 4,4 % — азіатів - 2,7 % — чорних або афроамериканців - 2,0 % — вихідців з тихоокеанських островів - 1,2 % — корінних американців - 10,7 % — осіб інших рас |

До двох чи більше рас належало 3,7 %. Частка іспаномовних становила 22,3 % від усіх жителів.
За віковим діапазоном населення розподілялося таким чином: 22,5 % — особи молодші 18 років, 68,1 % — особи у віці 18—64 років, 9,4 % — особи у віці 65 років та старші. Медіана віку мешканця становила 30,9 року. На 100 осіб жіночої статі у місті припадало 105,3 чоловіків; на 100 жінок у віці від 18 років та старших — 105,1 чоловіків також старших 18 років.
Середній дохід на одне домашнє господарство становив 72 922 долари США (медіана — 47 243), а середній дохід на одну сім'ю — 93 508 доларів (медіана — 63 393). Медіана доходів становила 41 576 доларів для чоловіків та 37 105 доларів для жінок. За межею бідності перебувало 20,3 % осіб, у тому числі 26,3 % дітей у віці до 18 років та 12,1 % осіб у віці 65 років та старших.
Цивільне працевлаштоване населення становило 100 312 осіб. Основні галузі зайнятості: освіта, охорона здоров'я та соціальна допомога — 26,6 %, науковці, спеціалісти, менеджери — 13,3 %, мистецтво, розваги та відпочинок — 12,3 %.

## Спорт
У Солт-Лейк-Сіті є п'ять професійних команд:
- Юта Джаз (англ. Utah Jazz) грає у Національній баскетбольній асоціації;
- Реал Солт-Лейк (англ. Real Salt Lake) грає у Major League Soccer;
- Юта Блейз (англ. Utah Blaze) грає у Arena Football League;
- Солт-Лейк Біс (англ. Salk Lake Bees) грає у Pacific Coast League;
- Юта Ґрізліс (англ. Utah Grizzlies) грає у East Coast Hockey League.

У місті проходили Зимові Олімпійські ігри 2002 року. Заплановано проведення Зимових Олімпійських ігор 2034 року.

## Транспорт
Основу громадського транспорту міста складає розвинена мережа ліній швидкісного трамваю, що обслуговує Солт-Лейк-Сіті та численні міста округу.

## Визначні місця
- Бджолиний дім — одна із резиденцій засновника міста Брігама Янга
- Храм Солт-Лейк — головний храм мормонів
- Монумент «This is the Place»
- Пам'ятник Брігаму Янгу

## Відомі люди
- Мак Свейн (1876—1935) — американський актор кіно і водевілів
- Елліотт Клосон (1883—1942) — американський сценарист
- Барні МакГілл (1890—1942) — американський кінооператор
- Віра Сіссон (1891—1954) — американська акторка німого кіно
- Френк Борзейгі (1894—1962) — американський кінорежисер та актор
- Саллі Блейн (1910—1997) — американська акторка
- Лоретта Янґ (1913—2000) — американська акторка
- Вілфорд Брімлі (1934—2020) — американський актор та співак.

## Міста-побратими
- Оруро, Болівія
- Сараєво, Боснія і Герцеговина
- Манаус, Бразилія
- Thurles, Ірландія
- Іжевськ, Росія
- Турин, Італія
- Matsumoto, Nagano, Японія
- Кесон-Сіті, Філіппіни
- Keelung, Республіка Китай
- Чернівці, Україна